# مستشفى اليرموك (بغداد)
مستشفى اليرموك التعليمي هي إحدى المستشفيات في بغداد، العراق والتي ترتبط بكلية الطب في الجامعة المستنصرية (وهي واحدة من بين خمس كليات طب في بغداد) وتعتبر مستشفى تعليمي لطلابها.
وتقع هذه المستشفى في منطقة اليرموك في بغداد على جانب الكرخ من المدينة. ويرتبط بها مركز لعلاج السرطانات ومركز بحوث وعلاج أمراض الدم.